# Horace Engdahl
Horace Engdahl (API: /ˌhɔɹːas ˈɛŋːdɑːl/, n. 30 decembrie 1948, Karlskrona, Comitatul Blekinge, Suedia) este un critic literar, eseist și traducător suedez, care a îndeplinit între 1999 și 2009 funcția de președinte al Academiei Suedeze. Din 1989 este căsătorit cu Ebba Witt-Brattström, una din cele mai cunoscute profesoare în istoria literaturii.
În 1987 a absolvit Universitatea din Stockholm. A lucrat pentru cotidianul Dagens Nyheter, înainte de 2004 lucrând ca profesor de literatură scandinavă la Universitatea daneza din Aarhus.
Engdahl a fost ales în Academia suedeză în 1997, iar în 1999 a fost numit Secretar permanent după Sture Allén. În această funcție se anunță în fiecare an, în octombrie, numele deținătorului Premiului Nobel pentru literatură.
El vorbește fluent germana, engleza, franceza și rusa.

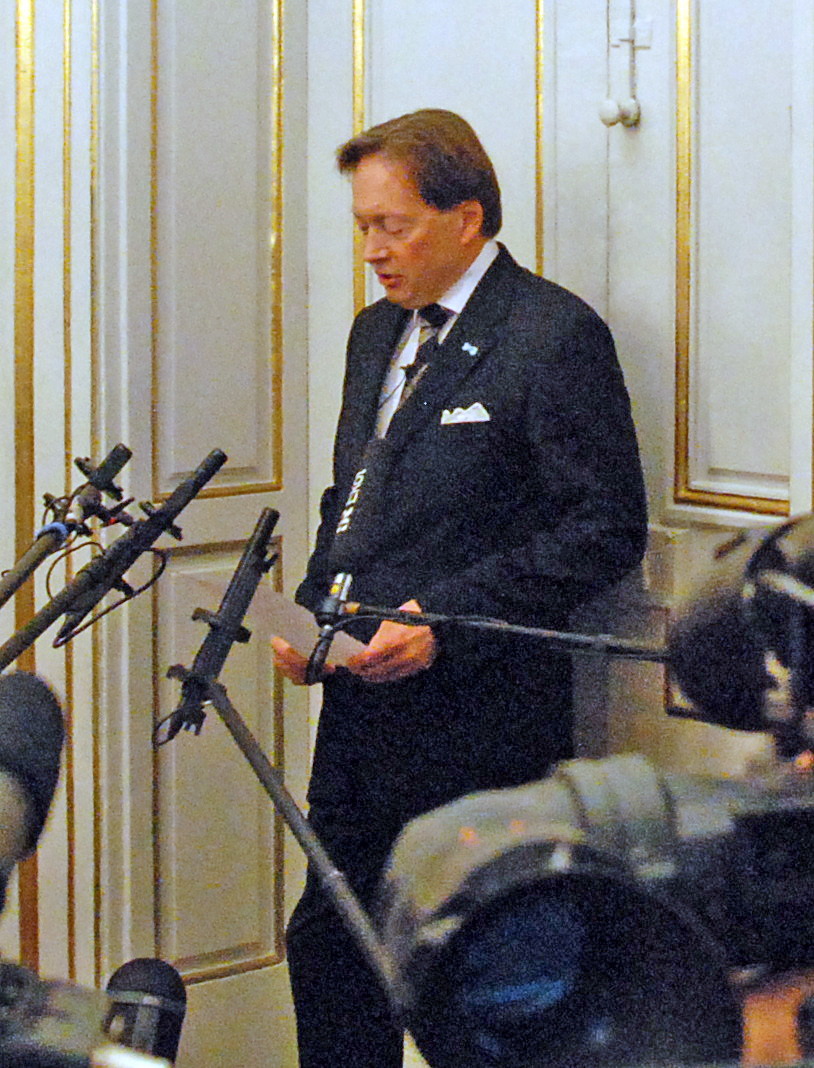
Engdahl anunțând Jean-Marie Gustave Le Clézio ca laureat a premiului Nobel, la 9 octombrie 2008 în Stockholm